# Ion Gâlcă
Ion Gâlcă (n. 1903, Jura, raionul Rîbnița, Nistrenia – d. 7 aprilie 1941, Chișinău, RSS Moldovenească, URSS) a fost un țăran român din Transnistria, refugiat din URSS în Regatul României, arestat și executat în 1941, în urma acuzațiilor de agitație antisovietică. Cazul său este reprezentativ pentru soarta țăranilor înstăriți (culaci) din RASS Moldovenească în perioada colectivizării forțate și a represiunilor politice.

## Biografie
Ion Gâlcă s-a născut în anul 1903 în satul Jura, pe atunci în ținutul Balta, în cadrul Imperiului Rus. Până în anul 1930 a trăit alături de părinții săi, lucrând în gospodăria familială ce deținea 17 desetine de pământ, inclusiv vie și livadă. Gospodăria mai dispunea de trei cai, două vaci, 20–30 de oi, păsări de curte și unelte agricole. Tatăl său lua ocazional în arendă terenuri suplimentare de la țărani mai săraci. Toamna, familia angaja doi-trei lucrători sezonieri pentru strânsul recoltei.
În anul 1930, gospodăria a fost declarată „culăcească” și expropriată de autoritățile sovietice. După pierderea mijloacelor de subzistență, Ion Gâlcă a încercat de trei ori, fără succes, să fie admis într-un colhoz. Fiind amenințat cu deportarea iminentă, a decis să fugă din URSS.
În noaptea de 24 spre 25 decembrie 1931, a trecut ilegal granița în România Mare. A fost arestat și deținut până la 4 aprilie 1932, când un tribunal militar l-a condamnat la plata unei amenzi de 500 de lei. A reușit să plătească această amendă din banii câștigați muncind pe moșia Luzghin. Ulterior, a lucrat ca lemnar, inclusiv într-un batalion de geniu din Chișinău.

## Arestarea și execuția
La 12 decembrie 1940, după ocupația sovietică a Basarabiei și Bucovinei de Nord, Ion Gâlcă a fost arestat de autoritățile sovietice. În cadrul interogatoriilor, a recunoscut că, în perioada cât a fost anchetat de Jandarmeria română și Siguranța română, relatase despre organizarea colhozurilor în URSS, despre exproprierea țăranilor înstăriți și deportarea acestora în Siberia.
De asemenea, a mărturisit că a fost nemulțumit de răsculăcirea familiei sale și că a îndemnat și alți consăteni să nu se înscrie în colhoz. A negat implicarea în distribuirea de foi volante în anul 1928, dar a relatat autorităților române despre proiecte locale de infrastructură din satul său natal (școală, casă de cultură), despre prezența unui pichet de grăniceri de aproximativ 100 de militari înarmați, precum și despre strângerea inexplicabilă a unor rezerve mari de piatră de către săteni.
La 16 februarie 1941, Ion Gâlcă a fost condamnat la pedeapsa capitală – execuție prin împușcare. Sentința a fost dusă la îndeplinire la 7 aprilie 1941.

## Represiunile asupra familiei
În anii 1930–1931, rudele sale au fost expropriate și expulzate în interiorul URSS. Cei care au rămas în localitate au fost, la rândul lor, supuși represiunilor politice în anul 1937.